# يغستوك
يغستوك (بالإنجليزية: Eggstock)‏ هو أحد جبال سلسلة جبال الألب أوري وجزء من القمة الأم داماستوك يقع في كانتون أوري وكانتون فاليز، سويسرا. يبلغ ارتفاع الجبل حوالي 3556 متر، بينما يبلغ ارتفاع نتوء الجبل 16 متر.